# Lužička Nisa
Lužička Nisa (njem. Lausitzer Neiße, gornjolužičkosrpski: Łužiska Nysa‚ donjolužičkosrpski: Łužyska Nysa, češki: Lužická Nisa, polj. Nysa Łużycka) je 254 km duga lijeva pritoka Odre. Odlukom donesenom krajem Drugog svjetskog rata rijeka Lužička Nisa je određena kao granica između Njemačke i Poljske (linija Odra-Nisa).

## Opis
Rijeka Lužička Nisa izvire u Češkoj kod mjesta Nová Ves nad Nisou u području podnožja planine Jizerske gore. Tok kroz Češku dug je 55 kilometara. Od tromeđe Češke, Njemačke i Poljske, rijeka čini granicu između Njemačke i Poljske (198 km). U tom dijelu rijeka protječe pored Lužice na istoku Njemačke. Kod mjesta Ratzdorf ulijeva se u Odru.

## Slike
- Tok Nise
- Nisa na prijelazu iz Češke u Njemačku.
- Stari most u Görlitzu.
- Nisa kraj Skerbersdorfa.
- Ušće Nise u Odru.

## Vanjske poveznice
|  | Zajednički poslužitelj ima još gradiva o temi Lužička Nisa |